# Deskriptor
 Ovo je glavno značenje pojma Deskriptor. Za druga značenja pogledajte Deskriptor (razdvojba).
Deskriptor (lat. descriptor – koji opisuje), natuknica, lema  u  enciklopedistici i terminografiji označava riječ ili skup riječi koji opisuje osnovni sadržaj onoga o čemu se govori u enciklopedijskom, odnosno terminografijskom, članku. Deskriptor je naslovna riječ članka te čini glavu članka. Sastavni je dio abecedarija. Deskriptor može biti:
- jednočlan ili višečlan (blog – baza podataka)
- u jednini ili množini (slovnobrojčani znakovi – slovnobrojčani znak)
- u inverziji (jezik, programski – crv, računalni)
- hrvatski ili strani naziv (tipkovnica – tastatura)
- kratica (WWW)
- malo početno slovo (osim imena)

Deskriptoru se dodaju još i:
- istoznačnice – računalo (kompjutor)
- strani nazivi – pretražnik (engl. browser)
- transkripcija – Annuario Dalmatico [an:ua:’rio dalma:’tiko]
- transliteracija – Jeljcin, Boris (El’cin, B.)
- etimologija – alka (tur. halka < arap. halga: obruč, prsten)